# Morphia
Morphia (rus: Морфий, romanitzat: Morphiy) és una pel·lícula russa de 2008 dirigida per Aleksei Balabànov, a partir d'un guió de Serguei Bodrov basat en els contes semi-autobiogràfics de Mikhaïl Bulgàkov. Als premis del Gremi Rus de la Crítica Cinematogràfica de 2009, Balabànov va rebre el premi a la millor direcció.

## Argument
La pel·lícula té lloc a finals de tardor i principis d'hivern de 1917 durant els esdeveniments de la Revolució d'Octubre i l'inici de la Guerra Civil russa. Un jove metge de nom Mikhaïl Poliàkov (Leonid Bitxevin) arriba a un petit hospital d'un poble remot de la governació de Iaroslavl. Acabat de graduar a la facultat de medicina i amb poca experiència, és l'únic metge de la zona. Amb tot, treballa dur i es guanya el respecte del seu petit personal: un paramèdic i dues infermeres.
Després d'una reacció al·lèrgica a una vacunació contra la diftèria, fa que la infermera Anna li administri morfina per a combatre els efectes fins que a poc a poc va caient en l'addicció.